# L'alba ci colse come un tradimento
L'alba ci colse come un tradimento è un'opera scritta da Liliana Picciotto, una delle principali studiose della Shoah in Italia. Il testo, basandosi su numerose fonti documentali raccolte dalla storica, ricostruisce le vicende del campo di Fossoli, dove tra dicembre 1943 e i primi di agosto del 1944 vennero reclusi 2844 ebrei. Il titolo riprende il passo di Se questo è un uomo di Primo Levi in cui egli racconta del suo arrivo a Fossoli.